# Micropteropus pusillus
Il pipistrello della frutta dalle spalline nano di Peters (Micropteropus pusillus  Peters, 1867) è un pipistrello appartenente alla famiglia degli Pteropodidi, diffuso nell'Africa subsahariana

## Descrizione

### Dimensioni
Pipistrello di medie dimensioni con la lunghezza della testa e del corpo tra 67 e 103 mm, la lunghezza dell'avambraccio tra 46 e 56 mm, la lunghezza della coda fino a 4 mm, la lunghezza delle orecchie tra 13 e 19 mm e un peso fino a 43 g.

### Aspetto
La pelliccia è corta, soffice e densa, più sparsa sul ventre. Le parti dorsali possono essere marroni, bruno-rossastre o bruno-grigiastre, con la base dei peli più chiara, mentre le parti ventrali sono biancastre. Sono presenti nei maschi delle spalline formate da lunghi ciuffi di peli bianchi. La testa è arrotondata, il muso è corto e largo, gli occhi sono grandi. Il labbro superiore e le guance sono moderatamente estensibili. Le orecchie sono marroni e con delle macchie bianche alla base posteriore. Le ali sono marroni scure ed attaccate posteriormente alla base del secondo dito. La coda è rudimentale od assente, l'uropatagio è ridotto ad una sottile membrana lungo la parte interna degli arti inferiori. Il calcar è corto. Sono presenti 6 creste palatali, con la prima ben sviluppata e a forma di V mentre le altre sono largamente separate. Il cariotipo è 2n=35 FNa=64.

## Biologia

### Comportamento
Vive singolarmente, in coppie o piccoli gruppi nella densa vegetazione. Il suo volo è agile e manovrato.

### Alimentazione
Si nutre di fiori di Anacardium occidentale, Kigelia pinnata, Spathodea campanulata, Adansonia digitata, Kapok, Maranthes polyandra, Parinari polyandra, Parkia clappertoniana, Parkia roxburghii e frutti di varie specie della foresta, incluse vari specie di Ficus. Percorre durante la notte molte miglia per raggiungere le zone dove cibarsi. È considerato un importante impollinatore.

### Riproduzione
Sono presenti due stagioni riproduttive, con le nascite coincidenti con i mesi più piovosi. La gestazione dura 5-6 mesi. Le femmine diventano mature sessualmente dopo 6 mesi di vita, mentre i maschi dopo 9 mesi.

## Distribuzione e habitat
Questa specie è diffusa nel Senegal meridionale, Gambia, Guinea-Bissau, Guinea, Sierra Leone, Liberia, Costa d'Avorio, Mali e Burkina Faso meridionali, Ghana Togo, Benin, Nigeria, Camerun, Repubblica Centrafricana, Sudan del Sud, Etiopia e Kenya occidentali, Guinea Equatoriale, Gabon, Congo meridionale, Angola settentrionale, Repubblica Democratica del Congo meridionale e nord-orientale, Uganda, Ruanda, Burundi e Tanzania nord-occidentale.
Vive principalmente nelle Savane alberate, ma anche in foreste tropicali umide, foreste di palude, boscaglie ed habitat misti.

## Conservazione
La IUCN Red List, considerato il vasto areale, la popolazione numerosa e la presenza in diverse aree protette, classifica M.pusillus come specie a rischio minimo (Least Concern)).